# Plätzchen

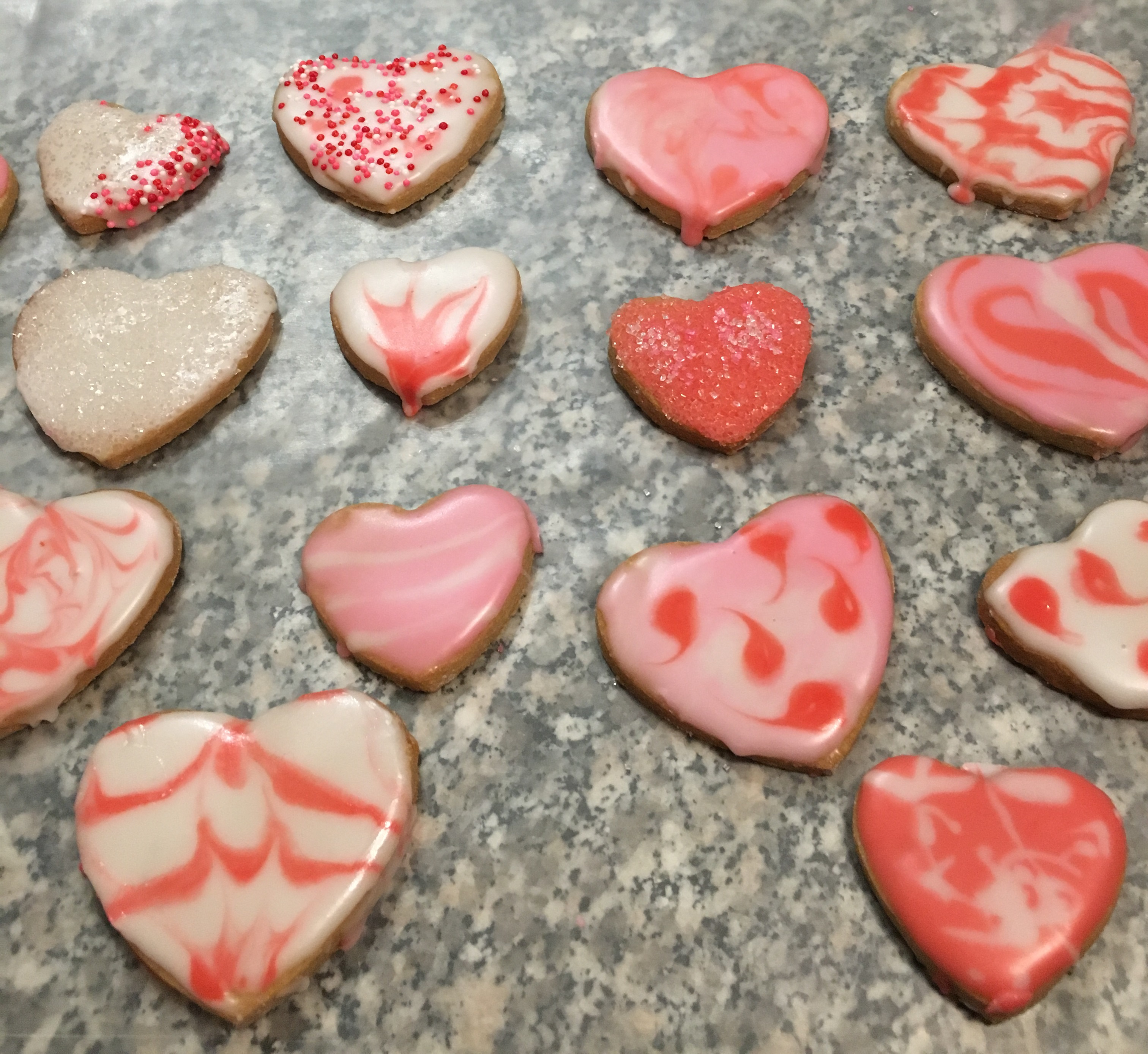
Plätzchen zum Valentinstag

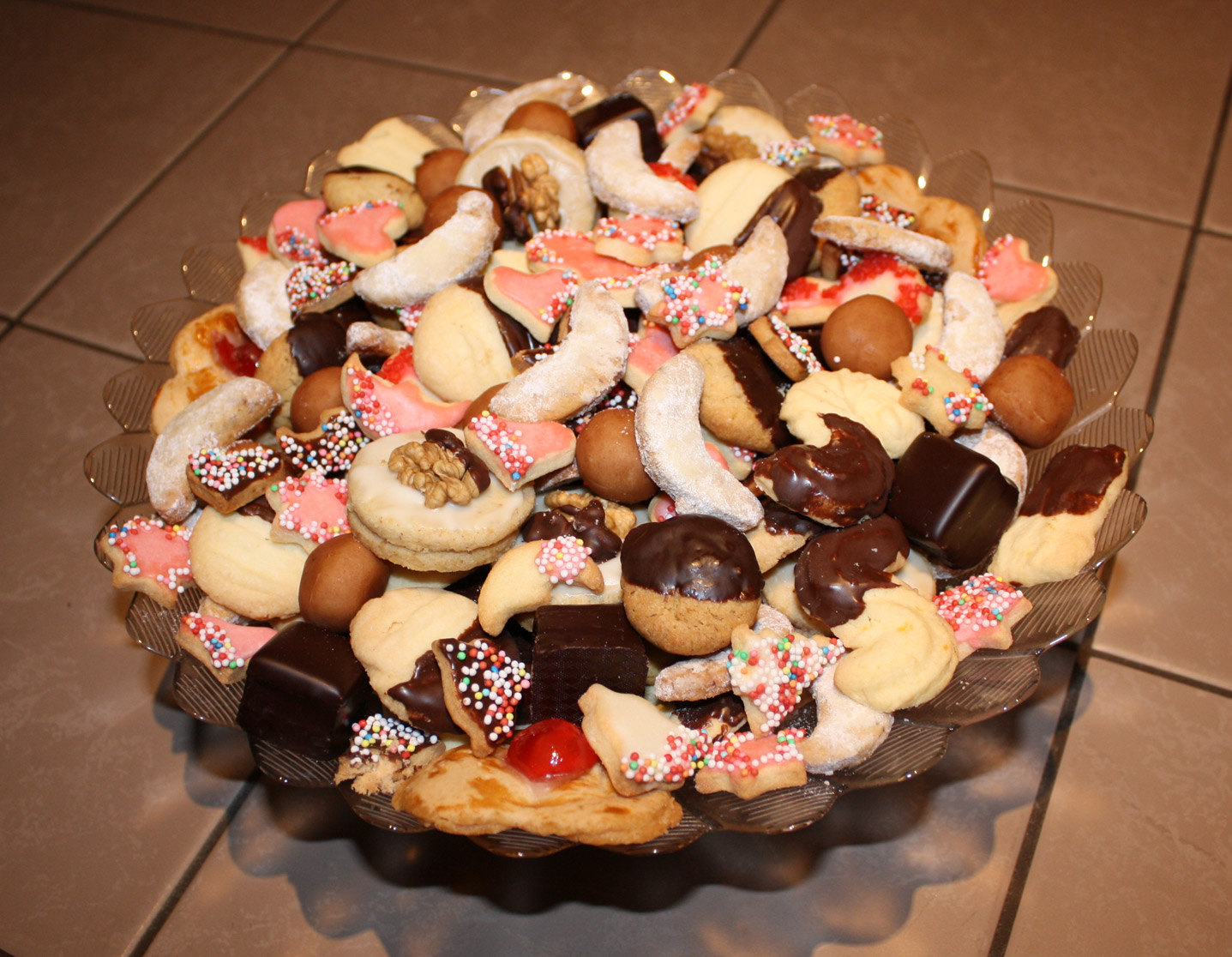
Weihnachtsplätzchen

Als Plätzchen (bundesdeutsches Hochdeutsch), Keks (österreichisches Hochdeutsch) bzw. Guetzli oder Biskuits (Schweizer Hochdeutsch) bezeichnet man allgemein zu den Feinbackwaren gehörendes süßes Kleingebäck. Sie sind ein beliebtes Weihnachtsgebäck.
Ein anderer Sammelbegriff ist Teegebäck.
Die üblichen Formen sind runde Taler, rechteckige Schnitten, Ringe, Rauten, Makronen, Häufchen, Kipferl oder mithilfe von Ausstechformen erzeugte Figuren.

## Bezeichnungen
Das Diminutiv „Plätzchen“ leitet sich vom frühneuhochdeutschen placz, blacz "flach geformter Kuchen, Fladen" (15. Jh.) ab, der seinen Namen aufgrund der flachen Form vom Wort Platz (ursprünglich von altfranzösisch place) erhielt. Das Wort „Keks“ stammt vom englischen „cakes“ („Kuchen“).
Im Schweizerdeutschen wird das Gebäck Guetzli/Guetsli, Güetzi, Gueteli und ähnlich, älter auch Chröömli, Chrööli genannt, in Süddeutschland Platzerl, Bredla (= Brötlein), Loible/Loibla (= Laiblein) oder Guatl/Guatsle/Gutsle.
In den USA ist die Bezeichnung Cookies üblich. In Großbritannien nennt man sie Biscuits (ein englisches Lehnwort aus dem Französischen), auch wenn sie in der Zusammensetzung nicht unbedingt dem deutschen Biskuit entsprechen.

## Herstellung

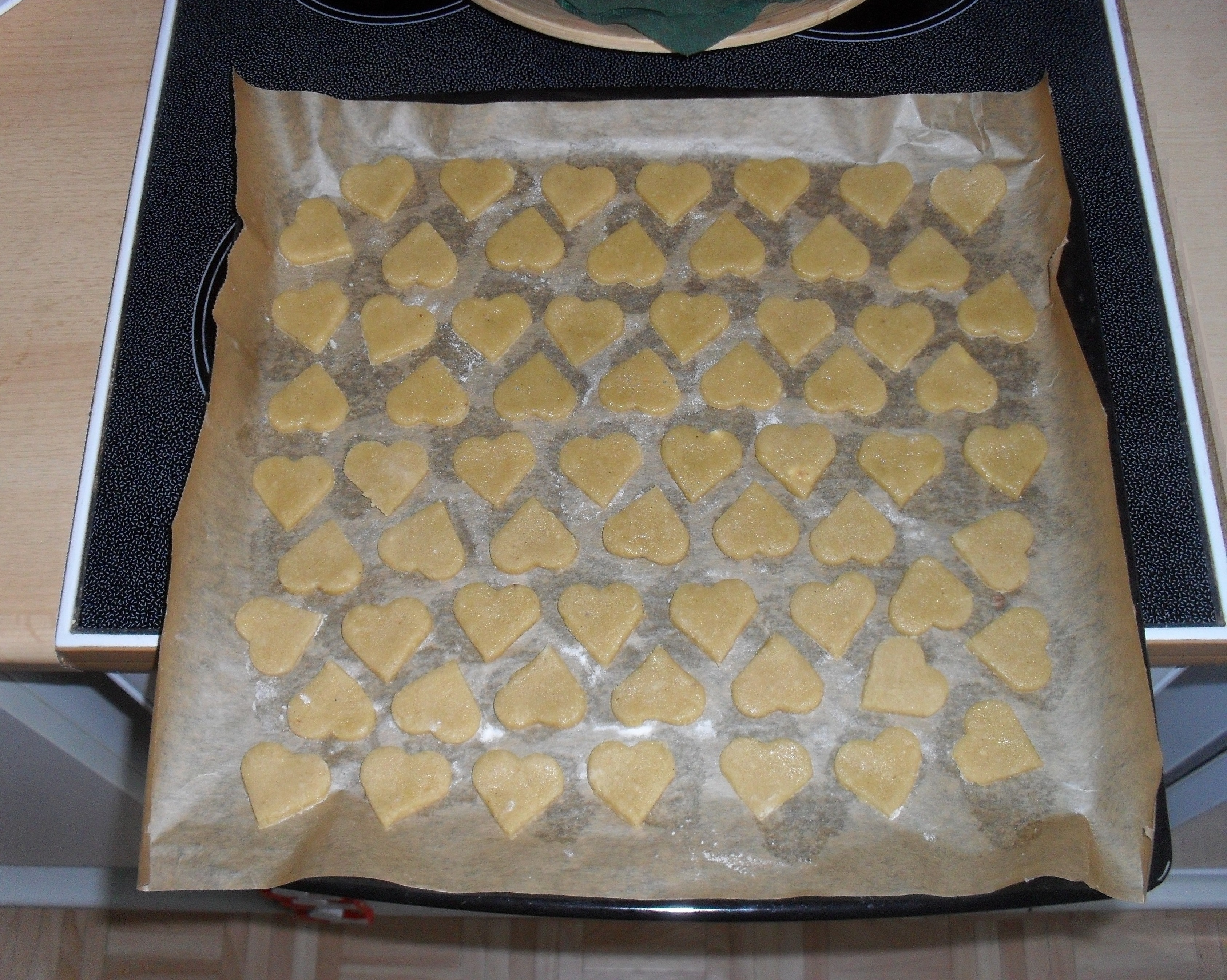
Rohe Plätzchen vor dem Backen

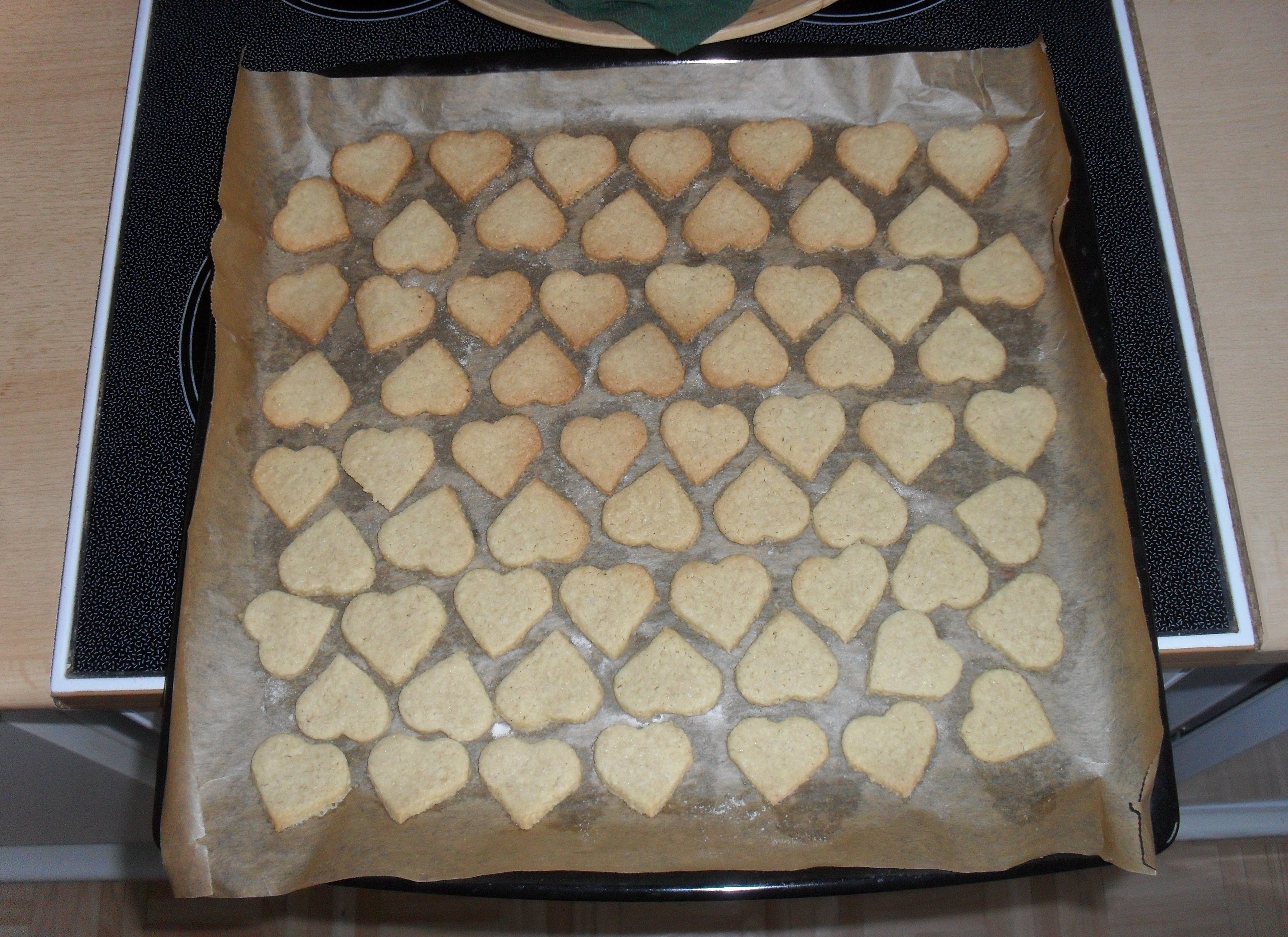
Fertig gebackene Plätzchen

Zu Weihnachten werden traditionell – vor allem in Familien – Plätzchen gebacken. Die rohen Plätzchen werden auf einem Backblech verteilt, das vorher mit Backpapier ausgelegt werden kann. Die Backzeit ist kurz. Dass die Plätzchen fertig sind, erkennt man an einer ganz leichten Bräunung der Oberfläche. Die Herstellung der verschiedenen Plätzchenarten unterscheidet sich durch die verwendeten Zutaten und vor allem bei der Ausformung des Teiges:
- Der Grundteig für Plätzchen ist Mürbeteig.
- Ausstechen mit verschiedenen Ausstechformen aus ausgerolltem Mürbeteig, einfache Formen wie etwa Rauten werden auch mit einem Schneidrad hergestellt.
- Springerle und Spekulatius werden ausgemodelt, siehe Model.
- Das Formen aus einer von Hand gefertigten Teigrolle: Vanillekipferl, Bethmännchen, im weiteren Sinne auch Brezel-, Ring- oder Phantasieformen.
- Schneiden von Scheiben aus einer dicken, gekühlten Teig-Rolle.
- aus Teig gespritzt (Spritzgebäck) oder gepresst.

Häufig werden Plätzchen nach der hauptgeschmacksgebenden Zutat benannt, wie beispielsweise Anisplätzchen, Zimtsterne oder Kokosmakronen.

### Bilder von Ausstechformen

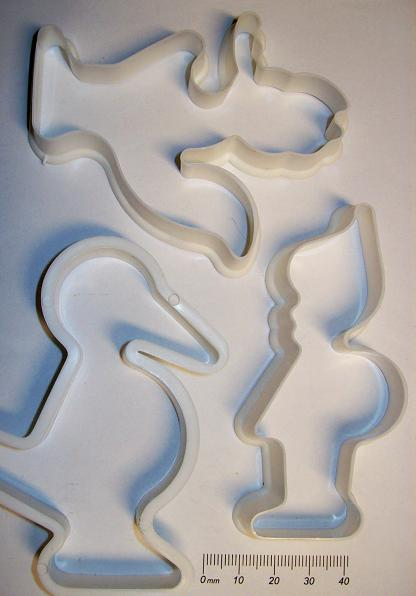
Ausstechformen aus Polypropylen
Ausstechformen, um 1910–1940
Pfefferkuchenform; Kleiner Reiter, um 1900, Bestand des Museum Europäischer Kulturen.
Pfefferkuchenform; Kleines Vögelchen, um 1900
Rollgerät zum Teigausstechen, 1930er, Gebrauchsort: Berlin; Umrisse von Hase, Mann, Weihnachtsmann, Vogel und Schmetterling.
Teigrädchen, 18. Jahrhundert, Gebrauchsort: Gegend von Salzburg, Bestand des Museums Europäischer Kulturen.
Ausstechformen, Keksformen, 2013, Herkunft: Wien, Österreich, Hersteller: Klimesch.

## Geschichte
Die Plätzchenbäckerei entwickelte sich parallel zum Konsum von Kaffee, Tee und Kakao, in Deutschland seit dem 18. Jahrhundert, v. a. beliebt bei den Damen der gehobenen Gesellschaft. Bei den Kaffeekränzchen wurden auch kleine Gebäckstücke gereicht. Außer Biskuitgebäck waren auch Formgebäcke (Springerle) beliebt. Alle Konditorei-Erzeugnisse, also auch die Plätzchen, waren bis weit in das 19. Jahrhundert hinein Luxus, denn Zucker und andere Zutaten wie Mandeln oder Kakao waren sehr teuer. Das änderte sich, als es gelang, billigen Zucker aus den heimischen Zuckerrüben zu gewinnen. Danach konnten Plätzchen auch in den einfachen Haushalten zu besonderen Anlässen gebacken werden.